# À Biribi, disciplinaires français
Pour plus de détails, voir Fiche technique et Distribution.
À Biribi, disciplinaires français est un film muet français réalisé par Lucien Nonguet, sorti en 1907.

## Synopsis
Un militaire et son supérieur sont épris de la même dame. Emporté par la jalousie, le militaire s'en prend au supérieur qui, en représailles, le fait incarcérer. Le verdict du tribunal militaire est sans appel : il est condamné à être déporté dans un établissement pénitentiaire militaire. Là-bas, des prisonniers sont soumis à des châtiments et des pratiques inhumaines pour toute désobéissance. Pris dans les mailles d'une machination ourdie en prison, le militaire se retrouve enfermé dans un silo, situation dont il n'aurait pas réchappé sans l'intervention d'un compagnon. Les deux hommes concoctent un plan d'évasion qui, tragiquement, se solde par leur décès.

## Fiche technique
- Titre original : À Biribi, disciplinaires français
- Titre anglophone (États-Unis) : A Military Prison
- Réalisation Lucien Nonguet
- Scénario : André Heuzé
- Producteur :
- Société de production : Pathé Frères
- Société de distribution : Pathé Frères
- Pays d'origine :  France
- Langue : film muet avec les intertitres en français
- Métrage : 250 mètres
- Format : Noir et blanc — 35 mm — 1,33:1 — Muet
- Genre : Film dramatique
- Durée : 8 minutes 20
- Dates de sortie : 
  -  France : 26 avril 1907
  -  États-Unis : 27 avril 1907